# 田孫
田孫（前5世纪？—前405年），又作公孙孙，戰國時期齐国大夫。
前405年（周威烈王二十一年、鲁穆公十一年、晋烈公十一年、齐宣公五十一年），齐国的掌權者田悼子去世，田氏家族分成田和、田孙两派，田布杀田孙，駐守廪丘的田會反齊，以廪丘投靠晉國趙氏的趙籍。田布率軍包围廪丘，田会向三晋求援，魏氏翟角、赵氏孔屑、韩氏𠫑羌前來援救，发起三晉伐齊之戰。